# Campeonato Mundial de Atletismo Júnior de 2010 - 110 m com barreiras masculino
A prova dos 110 metros com barreiras masculino do Campeonato Mundial de Atletismo Júnior de 2010 ocorreu entre os dias 23 e 25 de julho em Moncton, no Canadá.

## Recordes
Antes desta competição, os recordes mundiais e do campeonato nesta prova eram os seguintes:
|     | Nome        | Nacionalidade  | Tempo | Local         | Data                 |
| --- | ----------- | -------------- | ----- | ------------- | -------------------- |
| WJR | Wayne Davis | Estados Unidos | 13.08 | Port of Spain | 31 de julho de 2009  |
| CR  | Artur Noga  | Polónia        | 13.23 | Pequim        | 20 de agosto de 2006 |

## Medalhistas
| Ouro                          | Prata                    | Bronze              |
| Pascal Martinot-Lagarde (FRA) | Vladimir Vukicevic (NOR) | Jack Meredith (GBR) |

## Cronograma
Todos os horários são locais (UTC-4).
| Data        | Hora  | Evento        |
| ----------- | ----- | ------------- |
| 23 de julho | 09:40 | Eliminatórias |
| 24 de julho | 13:35 | Semifinal     |
| 25 de julho | 14:35 | Final         |

## Resultados

### Eliminatórias
As eliminatórias se iniciaram no dia 23 de julho ás 09:40.
Bateria 1
Vento: -2.2 m/s
| Posição | Atleta              | Nacionalidade | Tempo | Notas |
| ------- | ------------------- | ------------- | ----- | ----- |
| 1       | Sam Baines          | Austrália     | 13.88 | Q     |
| 2       | Julian Marquart     | Alemanha      | 14.03 | Q     |
| 3       | Liu Yu              | China         | 14.06 | Q     |
| 4       | Sidartha Thingalaya | Índia         | 14.09 |       |
| 5       | Javier McFarlane    | Peru          | 14.10 |       |
| 6       | Ramy Said           | Egito         | 14.36 |       |
| 7       | Robin Pál           | Hungria       | 14.68 |       |

Bateria 2
Ventod: -0.8 m/s
| Posição | Atleta            | Nacionalidade | Tempo | Notas |
| ------- | ----------------- | ------------- | ----- | ----- |
| 1       | Mitchell Tysoe    | Austrália     | 13.72 | Q     |
| 2       | Thomas Delmestre  | França        | 14.10 | Q     |
| 3       | Batuhan Eruygun   | Turquia       | 14.30 | Q     |
| 4       | Mauricio Pereira  | Paraguai      | 14.85 |       |
| 5       | Jonathan Santiago | Porto Rico    | 14.86 |       |
| 6       | Orlando Ortega    | Cuba          | DNF   |       |

Bateria 3
Vento: +0.1 m/s
| Posição | Atleta              | Nacionalidade | Tempo | Notas |
| ------- | ------------------- | ------------- | ----- | ----- |
| 1       | Jack Meredith       | Reino Unido   | 13.77 | Q     |
| 2       | João de Oliveira    | Brasil        | 13.87 | Q     |
| 3       | Kamal Fuller        | Jamaica       | 14.08 | Q     |
| 4       | Filip Lööv          | Suécia        | 14.21 |       |
| 5       | Lukáš Haloun        | Chéquia       | 14.50 |       |
| 6       | Jaakko Malmivirta   | Finlândia     | 14.69 |       |
| 7       | Saif Sabbah Khalifa | Catar         | 14.88 |       |

Bateria 4
Vento: +1.0 m/s
| Posição | Atleta           | Nacionalidade  | Tempo | Notas |
| ------- | ---------------- | -------------- | ----- | ----- |
| 1       | Caleb Cross      | Estados Unidos | 13.56 | Q     |
| 2       | Greggmar Swift   | Barbados       | 13.68 | Q     |
| 3       | Jean da Silva    | Brasil         | 13.87 | Q     |
| 4       | Segun Makinde    | Canadá         | 13.98 | q     |
| 5       | Arnau Erta       | Espanha        | 14.02 | q     |
| 6       | Cheng Yun-Yin    | Taipé Chinesa  | 14.30 |       |
| 7       | Michael Herreros | Guam           | 16.92 |       |

Bateria 5
Vento: -0.5 m/s
| Posição | Atleta           | Nacionalidade  | Tempo | Notas |
| ------- | ---------------- | -------------- | ----- | ----- |
| 1       | Johnathan Cabral | Estados Unidos | 13.63 | Q     |
| 2       | Wataru Yazawa    | Japão          | 13.76 | Q     |
| 3       | Gregor Traber    | Alemanha       | 13.87 | Q     |
| 4       | Charis Koutras   | Chipre         | 14.01 | q     |
| 5       | Pasi Roslund     | Finlândia      | 14.16 |       |
| 6       | Lee Yen-Lin      | Taipé Chinesa  | 14.29 |       |
| 7       | Aaron Wilmore    | Bahamas        | 14.35 |       |

Bateria 6
Vento: +1.6 m/s
| Posição | Atleta                  | Nacionalidade | Tempo | Notas |
| ------- | ----------------------- | ------------- | ----- | ----- |
| 1       | Pascal Martinot-Lagarde | França        | 13.53 | Q     |
| 2       | Kobus Moolman           | África do Sul | 14.00 | Q     |
| 3       | Dries Peeters           | Bélgica       | 14.01 | Q     |
| 4       | Claudio Delli Carpini   | Itália        | 14.12 |       |
| 5       | Tremaine Grant          | Canadá        | 14.16 |       |
| 6       | Cornel Bananau          | Roménia       | 14.22 |       |
| 7       | Christian Nielsen       | Dinamarca     | DNF   |       |

Bateria 7
Vento: +1.3 m/s
| Posição | Atleta             | Nacionalidade  | Tempo | Notas |
| ------- | ------------------ | -------------- | ----- | ----- |
| 1       | Vladimir Vukicevic | Noruega        | 13.49 | Q     |
| 2       | Dario Vanderveken  | Bélgica        | 13.80 | Q     |
| 3       | Stefan Fennell     | Jamaica        | 13.95 | Q     |
| 4       | Werner Pretorius   | África do Sul  | 14.17 |       |
| 5       | Michael Cochrane   | Nova Zelândia  | 14.28 |       |
| 6       | Ernesto Prados     | Espanha        | 14.29 |       |
| 7       | Nader Al-Haydar    | Arábia Saudita | 14.73 |       |

### Semifinal
As semifinais se iniciaram no dia 24 de julho ás 13:35.
Semifinal 1
vento: +0.4 m/s
| Posição | Atleta            | Nacionalidade  | Tempo | Notas |
| ------- | ----------------- | -------------- | ----- | ----- |
| 1       | Wataru Yazawa     | Japão          | 13.57 | Q     |
| 2       | Caleb Cross       | Estados Unidos | 13.72 | Q     |
| 3       | Mitchell Tysoe    | Austrália      | 13.77 | q     |
| 4       | Jean da Silva     | Brasil         | 13.91 |       |
| 5       | Gregor Traber     | Alemanha       | 13.92 |       |
| 6       | Dario Vanderveken | Bélgica        | 13.94 |       |
| 7       | Segun Makinde     | Canadá         | 14.05 |       |
| 8       | Kamal Fuller      | Jamaica        | DNF   |       |

Semifinal 2
vento: -1.1 m/s
| Posição | Atleta                  | Nacionalidade  | Tempo | Notas |
| ------- | ----------------------- | -------------- | ----- | ----- |
| 1       | Greggmar Swift          | Barbados       | 13.65 | Q     |
| 2       | Pascal Martinot-Lagarde | França         | 13.73 | Q     |
| 3       | João de Oliveira        | Brasil         | 13.79 |       |
| 4       | Johnathan Cabral        | Estados Unidos | 13.80 |       |
| 5       | Julian Marquart         | Alemanha       | 13.99 |       |
| 6       | Stefan Fennell          | Jamaica        | 14.19 |       |
| 7       | Charis Koutras          | Chipre         | 14.21 |       |
| 8       | Batuhan Eruygun         | Turquia        | 14.41 |       |

Semifinal 3
vento: -0.9 m/s
| Posição | Atleta             | Nacionalidade | Tempo | Notas |
| ------- | ------------------ | ------------- | ----- | ----- |
| 1       | Jack Meredith      | Reino Unido   | 13.52 | Q     |
| 2       | Sam Baines         | Austrália     | 13.66 | Q     |
| 3       | Vladimir Vukicevic | Noruega       | 13.67 | q     |
| 4       | iu Yu              | China         | 14.12 |       |
| 5       | Dries Peeters      | Bélgica       | 14.27 |       |
| 6       | Arnau Erta         | Espanha       | 14.27 |       |
| 7       | Thomas Delmestre   | França        | 14.28 |       |
| 8       | Kobus Moolman      | África do Sul | 14.30 |       |

### Final
A prova final foi realizada no dia 25 de julho ás 14:35.
Vento: -2.4 m/s
| Posição           | Atleta                  | Nacionalidade  | Tempo | Notas |
| ----------------- | ----------------------- | -------------- | ----- | ----- |
| Medalha de ouro   | Pascal Martinot-Lagarde | França         | 13.52 |       |
| Medalha de prata  | Vladimir Vukicevic      | Noruega        | 13.59 |       |
| Medalha de bronze | Jack Meredith           | Reino Unido    | 13.59 |       |
| 4                 | Sam Baines              | Austrália      | 13.62 |       |
| 5                 | Caleb Cross             | Estados Unidos | 13.86 |       |
| 6                 | Mitchell Tysoe          | Austrália      | 13.87 |       |
| 7                 | Wataru Yazawa           | Japão          | 13.88 |       |
| 8                 | Greggmar Swift          | Barbados       | 13.93 |       |

Legenda
| Recorde mundial       | Recorde mundial (World record)               |                       | Recorde africano                      | Recorde africano (African) |                                           | Q | Classificado por posição (Qualified) |
| Recorde do campeonato | Recorde do campeonato (Championship record)  | Recorde da América    | Recorde da América (Americas)         | q                          | Classificado por melhor tempo (Qualified) |   |                                      |
| Melhor marca do ano   | Melhor marca do ano (World leading)          | Recorde asiático      | Recorde asiático (Asian)              | DNS                        | Não largou (Did not start)                |   |                                      |
| Recorde nacional      | Recorde nacional (National record)           | Recorde europeu       | Recorde europeu (European)            | DNF                        | Não terminou (Did not finish)             |   |                                      |
| Recorde pessoal       | Recorde pessoal do atleta (Personal best)    | Recorde da Oceania    | Recorde da Oceania (Oceania)          | DSQ / DQ                   | Desclassificado (Disqualified)            |   |                                      |
| Recorde da temporada  | Recorde da temporada do atleta (Season best) | Recorde sul-americano | Recorde sul-americano (South America) | NM                         | Sem marca (No mark)                       |   |                                      |